# Trentepohlia (Mongoma) brevipes
Trentepohlia (Mongoma) brevipes is een tweevleugelige uit de familie steltmuggen (Limoniidae). De soort komt voor in het Australaziatisch gebied.